# Paratilapia sp. nov. 'Vevembe'
Paratilapia sp. nov. 'Vevembe' là một loài cá thuộc họ Cichlidae. Nó là loài đặc hữu của Madagascar. Các môi trường sống tự nhiên của chúng là sông và swamps. Nó bị đe dọa do mất môi trường sống.